# St. Afra (Neckargerach)

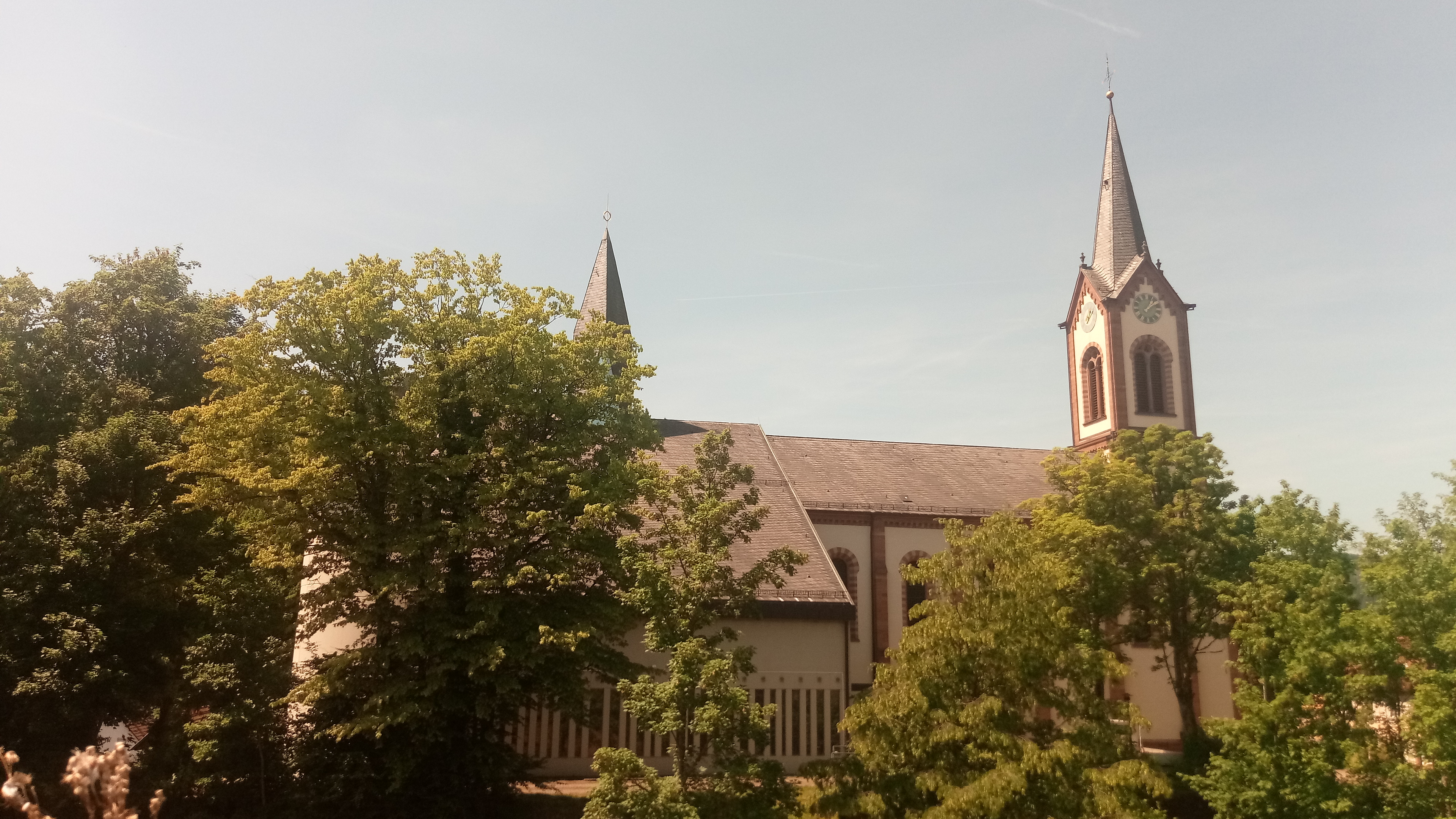
St. Afra in Neckargerach

Die römisch-katholische Pfarrkirche St. Afra ist ein geschütztes Kulturdenkmal nach dem Denkmalschutzgesetz. Sie steht in Neckargerach, einer Gemeinde im Neckar-Odenwald-Kreis in Baden-Württemberg. Die Kirchengemeinde gehört zum Dekanat Mosbach-Buchen im Erzbistum Freiburg.

## Beschreibung

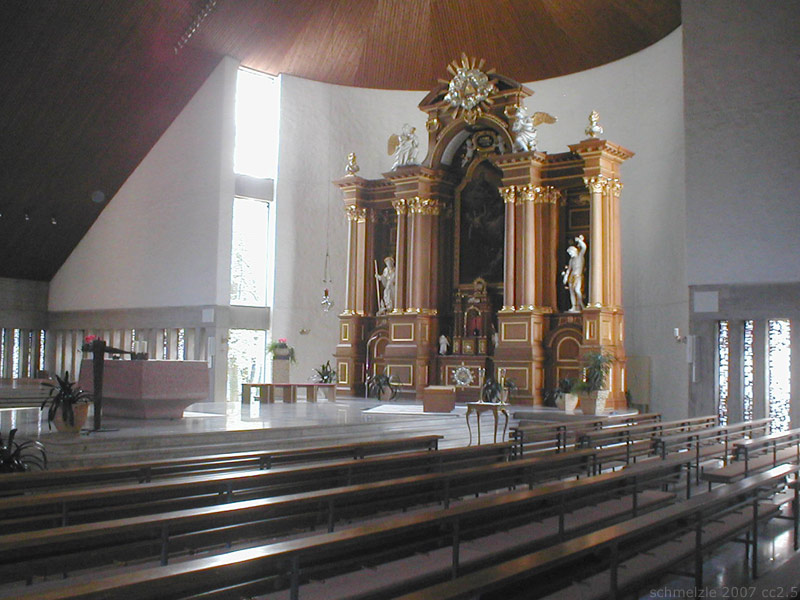
Chor

Die Saalkirche besteht aus einem Langhaus, einem eingezogenen, halbrund geschlossenen Chor im Süden, der von Anbauten flankiert wird, und einem Fassadenturm im Norden. Sein oberstes Geschoss beherbergt hinter den als Biforien gestalteten Klangarkaden den Glockenstuhl, in dem fünf Kirchenglocken. hängen. In den Giebeln darüber sind die Zifferblätter der Turmuhr untergebracht. Darüber erhebt sich ein achtseitiger spitzer Helm. 1968/70 wurde die Kirche nach einem Entwurf von Manfred Schmitt-Fiebig erweitert.
Zur Kirchenausstattung gehört ein spätbarocker von Lorenzo Quaglio entworfener Hochaltar, der aus der zerstörten Kapuzinerkirche in Mannheim stammt. Von der alten Kirchenausstattung steht eine Kreuzigungsgruppe aus dem 18. Jahrhundert im Langhaus.
Die Orgel wurde 1973 von der Johannes Klais Orgelbau errichtet.